# Щора
Щора е устройство, предназначено за покриване на различни отвори, което се състои от съединени плоскости (ламели) в общ механизъм, който осигурява движението им хоризонтално или вертикално. Декоративните щори служат главно за затъмняване и спиране на въздушния поток, докато по-солидните и за защита. Ламелите се изработват от разнообразни материали – дърво, пластмаса, метал, плат, целулоза и др. Движението на щорите се осъществява механично или чрез електрически мотор, като при електрическото задвижване е възможно и дистанционно управление. Щорите могат да бъдат монтирани както на стената или тавана, така и на самата дограма включително на отваряеми прозорци.

## Видове
Отличителната характеристика на щората е възможността да се променя ъгъла на самите ламели, в комбинация с тяхното движение.
Това е възможно при хоризонталните и вертикалните щори, но не и при монолитните. Едни от първите щори са персийските щори, при които ламелите може да са хоризонтални или вертикални.

### Хоризонтална щора
Хоризонталните щори могат да се движат вертикално нагоре и надолу, като щората се навива на ролка или плоскостите се събират в горния край. Популярен вид хоризонтални щори са венецианските щори. Те са изработени най-често от тънки алуминиеви или пластмасови листове с ширината на прозореца, с въжен механизъм за събиране и лостче за промяна на ъгъла.

### Вертикална щора
Вертикалните щори се движат по хоризонтално разположен корниз, като могат да бъдат събрани в единия край. Най-често са от плътен плат и наподобяват завеса, когато са в най-разпънато положение. При тях промяната на ъгъла става с въжен механизъм.

### Монолитна щора
Монолитните щори не могат да променят ъгъла на съставните плоскости. Могат да са от плат с различна плътност. По-известни видове са:
- роло щора – плат, който се навива на роло в горния край;
- щора „ден и нощ“ – вариант на роло щората, при който платът е комбинация от два различно светлопропускливи материали (прозрачен и плътен), като чрез завъртане се постига промяна в затъмнеността.
- римска щора – при вдигането нагоре на плата той се надипля;
- щора „японска стена“ – няколко висящи пана, плъзгащи се хоризонтално.
- бамбукови щори – хоризонтално разположени тънки бамбукови пръчки, прикрепени чрез въжена оплетка и въжен механизъм, който ги навива от долу нагоре.

### Външни ролетни щори
Външните щори са по-солидни и служат за защита както от светлина и атмосферни условия, така и от нежелано проникване. Тъй като са здрави и по-тежки могат само да се навиват в горния край. Често са комбинирани и с допълнителен заключващ механизъм. Произвеждат се от ПВЦ, алуминий или екструдиран алуминий. Ламелите са с различна ширина, като всеки производител на ламели патентова своя собствена. В България най-използваните са H39мм., H43мм., H52мм. Притежават характеристики като термоизолация, шумоизолация и 100% затъмнение.

### Автомобилна щора
Има два вида механизми тип щора, които се използват в автомобилите:
- Затъмняваща щора – на много луксозни автомобили тя е вградена в задните врати или в долната част на задното стъкло при седаните. Представлява плат с различна плътност, обикновено полупрозрачен, който се навива с пружинен ролетков механизъм.
- Щора за багажник – монтира се в багажното отделение при комби автомобилите и служи за покриване на част от отделението. Има два основни варианта, като и двата могат лесно да бъдат демонтирани при нужда:
  - плътен здрав плат, който се навива с пружинен ролетков механизъм;
  - една или няколко твърди плоскости, облепени с декоративен текстил, които се сгъват, за да осигурят достъп до отделението.

Съществуват и монолитни, несвиваеми щори популярни при по-старите автомобили, направени най-често от пластмаса, които се монтират на задното стъкло както отвътре, така и отвън.